# Справа Пола
«Справа Пола» (англ. Paul's Case) — американський телевізійний фільм 1980 року.

## Сюжет
Історія про бідного, але амбітного молодого чоловіка, що живе в бідному районі Піттсбурга на початку 19 століття. Як він прокладає свій шлях до найвищих верств суспільства Нью-Йорка.

## У ролях
| Актор            | Роль               |
| ---------------- | ------------------ |
| Ерік Робертс     | Пол                |
| Майкл Гіггінс    | батько Пола        |
| Гас Кайкконен    | Чарлі              |
| Том Стюарт       | Yale Man           |
| Ліндсі Краус     | перша актриса      |
| Джастін Джонстон | мадам Гейнзель     |
| Ендрю Етьє       |                    |
| Родні Ленц       | хлопчик 2          |
| Лена Спенсер     | жінка продає квіти |